# 서운중학교 (서울)
서운중학교(瑞雲中學校)는 대한민국 서울특별시 서초구 서초동에 있는 강남 8학군 공립 중학교이다.

## 학교 연혁
- 1982년 1월 7일 : 서운중학교 설립 인가(공립 19학급, 서초2동 1325-1)
- 1982년 3월 1일 : 초대 한한수 교장 취임
- 1982년 3월 2일 : 현 서이초등학교에서 제1회 입학식 19학급(남13, 여6)
- 2010년 7월 1일 : 학교문화 선도학교 운영
- 2010년 7월 1일 : 사교육 없는 학교 시범학교 운영(2차년도)
- 2014년 3월 2일 : 통일교육 연구학교 운영(~2016.02)
- 2021년 9월 1일 : 제12대 김재명 교장 취임
- 2023년 2월 3일 : 제39회 졸업식(394명) 총 20,556명
- 2023년 3월 1일 : 신입생 12학급 입학(407명)

## 참고 자료
- 서운중학교 - 한국교육학술정보원 학교알리미